# Nuclear War Now! Productions
Nuclear War Now! Productions est un label discographique DIY américain de heavy metal, basé à Redwood City, Oakland.

## Histoire
En 2001, Yosuke Konishi enregistre un concert du groupe canadien de black metal Blasphemy avec un enregistreur MiniDisc. Il obtient la permission du groupe de sortir l'enregistrement sur vinyle et fonde Nuclear War Now! Productions. Depuis, il dirige le label parallèlement à son travail principal de bio-technologiste. Le label se concentre sur les sorties de groupes moins connus des genres du black metal et du death metal ainsi que sur les rééditions de disques et d'albums épuisés de groupes et artistes disparus. La sélection est faite en fonction des préférences musicales personnelles du propriétaire, commercialement elle se concentre sur le marché européen. 
En 2009 et 2010, le label organise un festival de trois jours à Berlin. De plus, Nuclear War Now! distribue de petits labels tels que Kyrck Productions (Grèce) et des fanzines. En 2012, il redonne un festival à l'occasion duquel des picture-discs exclusifs sont publiés.

## Discographie notable
- 1999 :  Erebus · Shiver…
- 2001 : Enslaved · Vikings Cometh Through The Fog
- 2001 : Blasphemy · Live Ritual – Friday the 13th
- 2002 : Black Witchery · Desecration Of The Holy Kingdom
- 2002 : VON · Satanic Blood Angel (compilation de démos et d'enregistrements de concerts)
- 2003 : Toxic Holocaust · Evil Never Dies
- 2004 : Asunder · A Clarion Call
- 2004 : Sarcófago · I.N.R.I. (réédition)
- 2004 : Sabbat · Live Sabbatical Hamaguri Queen
- 2005 : Abigail · Ultimate Unholy Death
- 2006 : Witchfinder General · Live '83
- 2006 : Inquisition · Anxious Death / Forever Under (compilation)
- 2006 : Nifelheim/Sadistik Exekution · Tribute to Slayer Magazine (Split-7”-EP)
- 2007 : Goatlord · Reflections of the Solstice
- 2007 : Blasphemy ·  Fallen Angel of Doom
- 2008 : Dead Congregation · Graves of the Archangels
- 2008 : Ignivomous · Eroded Void of Salvation
- 2008 : Revenge · Infiltration.Downfall.Death
- 2008 : Mystifier · Baphometic Goat Worship (coffret LP)
- 2009 : Ares Kingdom · Incendiary
- 2009 : SIXX · Sister Devil
- 2009 : Metalucifer · Heavy Metal Bulldozer
- 2010 : Abominator · Barbarian War Worship
- 2010 : Autopsy · Awakened by Gore
- 2011 : Vanhelgd · Church of Death
- 2011 : Demoncy · Joined In Darkness
- 2011 : Winterblut · Von Den Pflichten, Schönes Zu Vernichten (réédition), Der 6. Danach, Opus I: Leidenswege
- 2012 : Carpathian Forest · Bloodlust and Perversion
- 2012 : Faustcoven · Hellfire and Funeral Bells
- 2012 : Martire · Brutal Legions of The Apocalypse
- 2013 : Thou Art Lord · The Regal Pulse Of Lucifer
- 2014 : Order from Chaos · Frozen In Steel (compilation)
- 2014 : Nocturnus · The Science of Horror (compilation)
- 2015 : Sadistik Exekution · 30 Years of Agonizing The Dead! (compilation)
- 2016 : Holocausto · War Metal Massacre
- 2017 : Perverted Ceremony · Sabbat of Behezaël
- 2018 : Lurker of Chalice · Lurker of Chalice
- 2020 : Beherit · The Oath of Black Blood